# Chaire royale en mathématiques

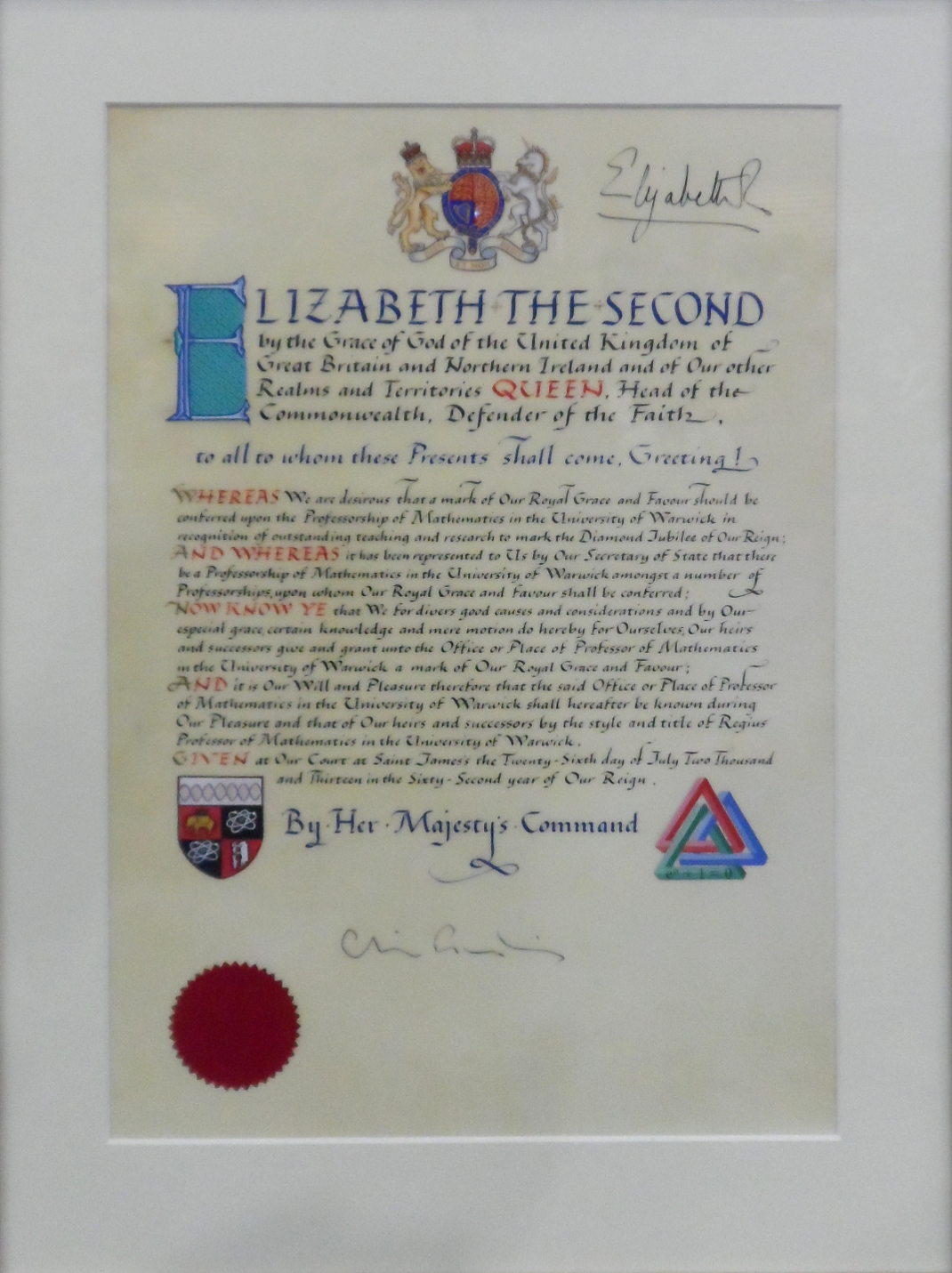
Édit royal de création une chaire royale en mathématiques à l'Université de Warwick

La  chaire royale en mathématiques (en anglais Regius Professorship of Mathematics) est le nom de trois chaires de mathématiques dans des universités britanniques, la plus ancienne à l'Université de St Andrews, fondée par Charles II (roi d'Angleterre) en 1668, la seconde à l'Université de Warwick, créée en 2013 pour commémorer le jubilé de diamant d'Élisabeth II  et la troisième à l'Université d'Oxford, créée en 2016

## Université de St Andrews (1668)
La liste suivante, peut-être incomplète, recense les titulaires de la chaire royale depuis sa création. La chaire parfois vacante. Ainsi, il n'y avait pas de  Regius professeur de mathématiques entre 1997 et 2015. En avril 2013, une annonce d'attribution a été faite et en 2015, Igor Rivin a été nommé. Il a été suivi par Kenneth Falconer en 2017.
- 1668–1674 Jacques Grégoire
- 1674–1688 William Sanders[4]
- 1689–1690 James Fenton[4]
- 1690–1707 vacant [4]
- 1707–1739 Charles Grégoire[4]
- 1739–1765 David Grégoire [5]
- 1765-1807 Nicolas Vilant[5]
- 1807–1809 vacant
- 1809–1820 Robert Haldane[6]
- 1820–1858 Thomas Duncan[7]
- 1857–1858 John Couch Adams[8]
- 1859–1877 William LF Fischer[9]
- 1877–1879 George Chrystal[9]
- 1879–1921 Peter Redford Scott Lang[10]
- 1921–1950 Herbert Westren Turnbull
- 1950–1969 Edward Thomas Copson
- 1970–1997 Mackintosh Howie
- 1997–2015 vacant
- 2015-2017 Igor Rivin[11]
- 2017- Kenneth Falconer

## Université de Warwick (2013)
La création de la chaire de Regius professeur  de mathématiques est annoncée en janvier 2013, et en mars 2014, Martin Hairer est nommé à cette chaire.

## Université d'Oxford (2016)
La création de la chaire de Regius professeur  de mathématiques a été annoncée en juin 2016 et Andrew Wiles a été nommé premier titulaire de la chaire en mai 2018
En août 2020, il a été annoncé que la chaire  de Regius professeur de mathématiques de l'Université d'Oxford deviendrait un élément permanent du Merton College (Oxford).